# Ballingstraße 3 (Bad Kissingen)

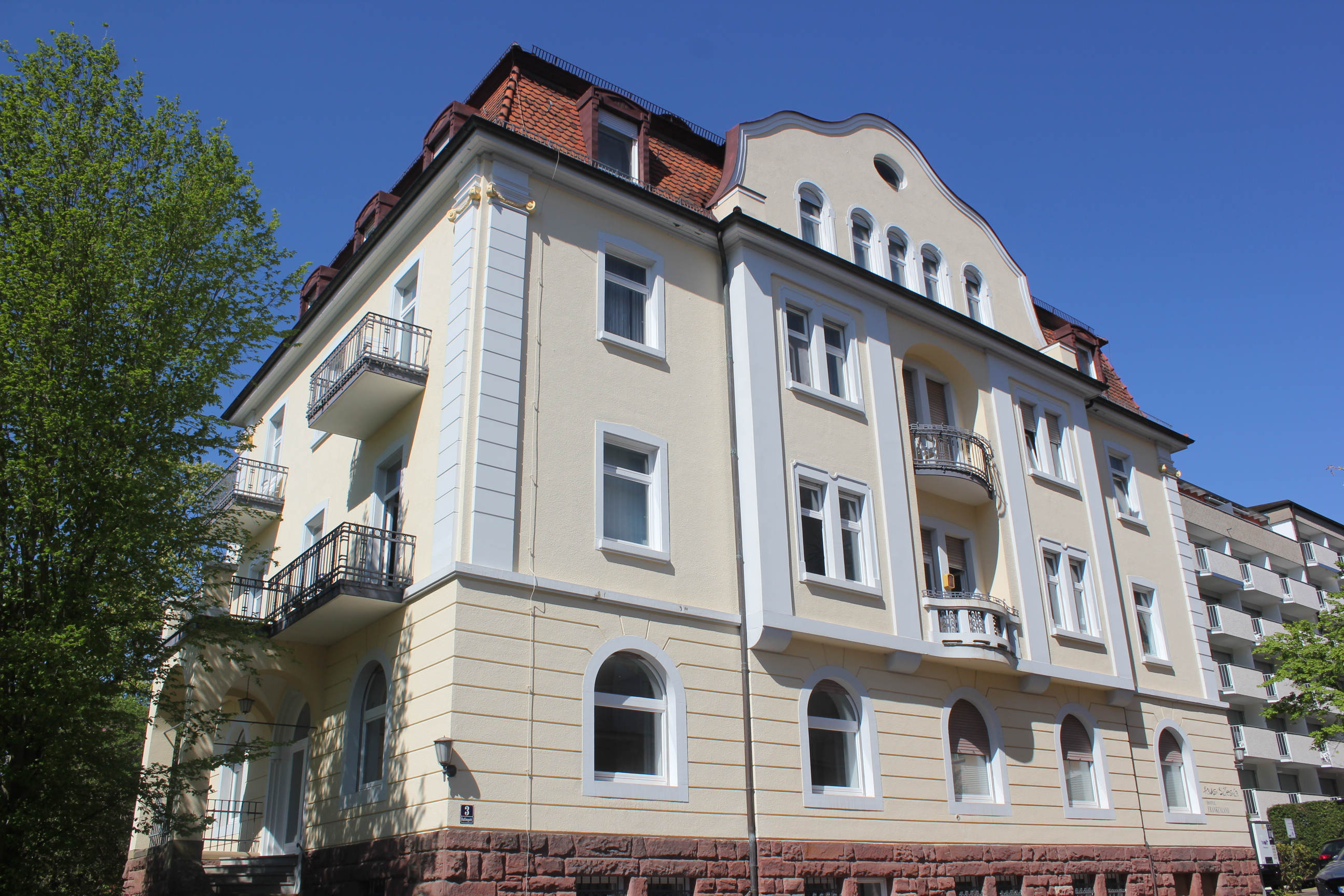
Anwesen Ballingstraße 3 in Bad Kissingen

Das Anwesen Ballingstraße 3 in Bad Kissingen, der Großen Kreisstadt des unterfränkischen Landkreises Bad Kissingen, gehört zu den Bad Kissinger Baudenkmälern und ist unter der Nummer D-6-72-114-397 in der Bayerischen Denkmalliste registriert.

## Geschichte

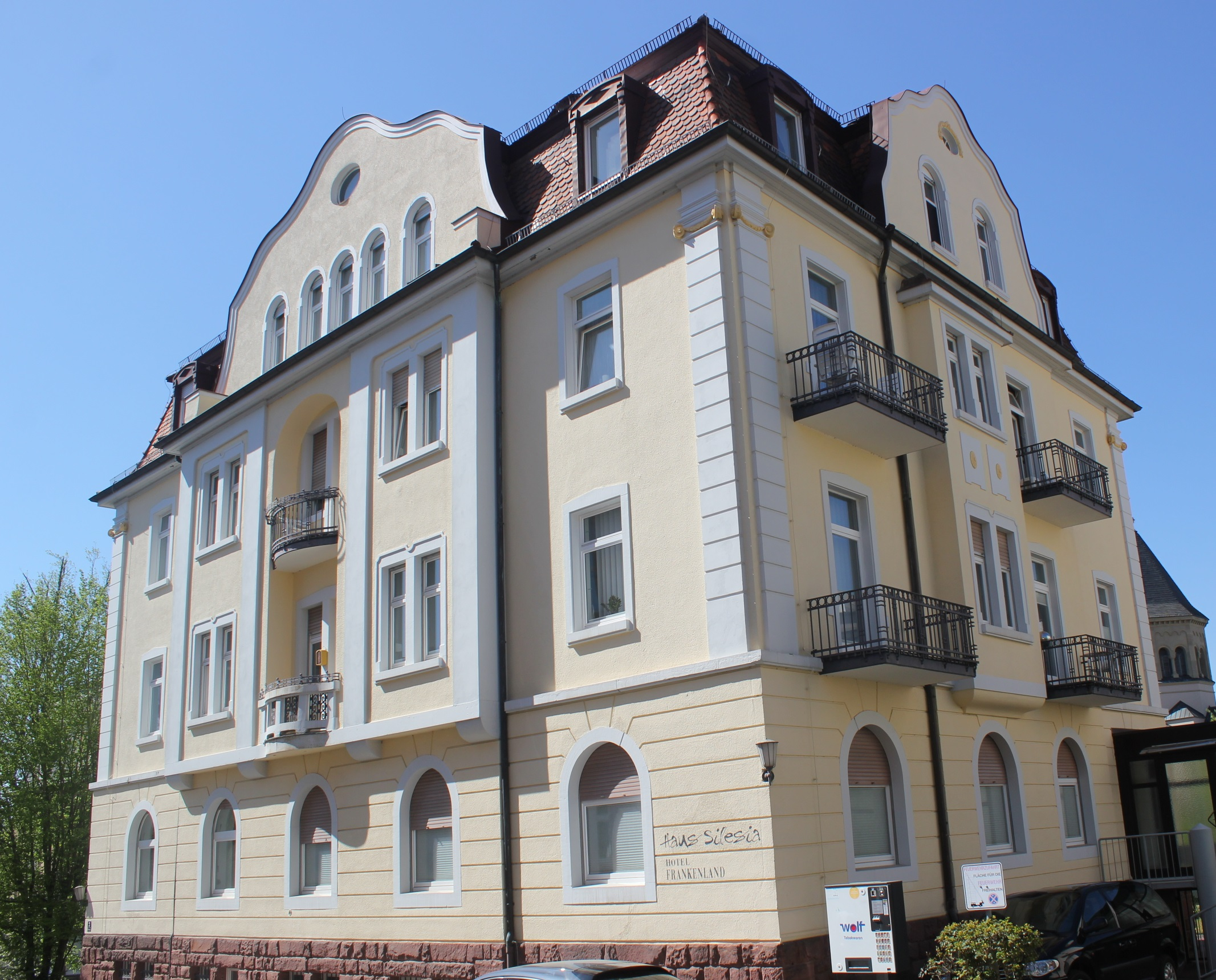
Villa Silesia (Ballingstraße 3, Bad Kissingen)

Der dreigeschossige, verputzte Mansardwalmdachbau entstand im Jahr 1909 als Kurhotel. Es wurde vom Bad Kissinger Architekt Carl Krampf im Jugendstil mit barockisierenden Elementen errichtet. Das Anwesen ist ein gutes Beispiel für das Charakteristikum des Jugendstils, die Gesamtkontur im Gegensatz zum Stil der Gründerzeit auf einfache, geschlossene Linien zu reduzieren und eine kräftige Plastizität zu betonen.
Aktuell sind die Fronten des Anwesens etwas vereinfacht.